# Dai autonome prefectuur Xishuangbanna
Xishuangbanna is een autonome prefectuur in het zuiden van de provincie Yunnan in China aan de grenzen van Laos en Myanmar. De hoofdstad is Jinghong, dat aan de oevers van de rivier Mekong ligt. De prefectuur heeft een oppervlakte van 19.700 km², waarvan 95% bergland is.
De naam Xishuangbanna betekent in de plaatselijke taal twaalfduizend rijstvelden.
Xishuangbanna is het thuisland van de Dai. De regio ligt lager dan het grootste gedeelte van Yunnan en heeft een tropisch - en subtropisch klimaat. De vegetatie bestaat voor een deel uit tropisch regenwoud. Passiflora xishuangbannaensis is een passiebloem die endemisch is in Xishuangbanna.

## Administratieve regio's
Xishuangbanna omvat een stadsarrondissement en twee arrondissementen:
- Jinghong
- Arrondissementen
  - Menghai (Měnghǎi xiàn 勐海县); hoofdstad: Xiangshan (Xiàngshān zhēn 象山镇)
  - Mengla (Měnglà xiàn 勐腊县); hoofdstad: Mengla (Měnglà zhēn 勐腊镇)

## Demografie
Bij volkstellingen in het jaar 2020 had Xishuangbanna 1.301.407 inwoners met een bevolkingsdichtheid van 66 inwoners per km².

## Etnische groepen in Xishuangbanna, volkstellingen in 2000
| Nationaliteit                 | Populatie | Percentage |
| ----------------------------- | --------- | ---------- |
| Dai                           | 296.930   | 29,89%     |
| Han-Chinezen                  | 289.181   | 29,11%     |
| Hani                          | 186.067   | 18,73%     |
| Yi                            | 55.772    | 5,61%      |
| Lahu                          | 55.548    | 5,59%      |
| Blang                         | 36.453    | 3,67%      |
| Jino                          | 20.199    | 2,03%      |
| Yao                           | 18.679    | 1,88%      |
| Miao                          | 11.037    | 1,11%      |
| Bai                           | 5.931     | 0,6%       |
| Etnische achtergrond onbekend | 5.640     | 0,57%      |
| Hui                           | 3.911     | 0,39%      |
| Va                            | 3.112     | 0,31%      |
| Zhuang                        | 2.130     | 0,21%      |
| Overige                       | 2.807     | 0,3%       |